# Сеђеција (Фођа)
Сеђеција (итал. Segezia) је насеље у Италији у округу Фођа, региону Апулија.
Према процени из 2011. у насељу је живело 88 становника. Насеље се налази на надморској висини од 146 м.